# عروس من دمشق (فلم)
عروس من دمشق (1973) فيلم مغامرات سوري تدور أحداثه في قالب مشوق للبحث عن كنز مفقود، وتدور الآحداث بين دمشق ومناطق البادية للبحث عنه.
يعلم بشار وصديقه ياسين عن طريق المصادفة عن وجود كنز في الجبل. وذلك عن طريق الخريطة التي ورثاها وترسم مكان الخريطة، يعرفان أن هناك حارسًا سرقة. استولى فيها رئيس العصابة أدوارد على البنك القومى. الذي يحاول أن يستولى أيضا على الخريطة ويقوم بضربهما. يصابان بالجراح، وتعثر عليهما إحدى القبائل، وتعتنى بهما الجميلة مداوى، يدفع أدوارد عشيقته دلال كى تغرى بشار من أجل الحصول على الخريطة للعثور على الكنز. تتمكن دلال بالعقل من العثور على الخريطة، وفي الطريق إلى الكنز يهاجم البدو العشيقين وتعود الأموال المسروقة إلى البنك القومى، ويتزوج بشار من حبيبته. (السينما اللبنانية) (السينما السورية)

## تمثيل
- إغراء (ممثلة)
- محمود سعيد
- سميرة توفيق
- خالد تاجا
- ياسين بقوش

- ومجموعة من الفنانين والفنانات.

الإخراج:محمد سلمان (إخراج)
التأليف: سيد مغربي (قصة وسيناريو وحوار)
محمد سلمان (سيناريو)